# Kvarken (otočje)
Otočje Kvarken (šve. Kvarken ili Quarken; fin. Merenkurkku) je otočje koje se nalazi u tjesnacu Kvarken, koji odvaja Gornji botnički zaljev od Donjeg botničkog zaljeva, t.zv. Botničkog mora. Na tom mjestu udaljenost švedske od finske obale je oko 80 km, a najudaljeniji otoci samo 25 km od obale. Dubina mora u ovom području je samo 25 metara, a područje ima i jako veliki stupanj podstgalacijalnog podizanja tla pri čemu se obala podiže 1 cm godišnje. Pri tome se otoci šire, od uvala se stvaraju jezera, močvare i tresetišta, najbrže na svijetu. Ako se ovo uzdizanje tla nastavi, za oko 2000 godina Gornji Botnički zaljev potpuno će se odvojiti od mora i postat će najveće europsko jezero. Uglavnom, ovo područje je nezamjenjivo za proučavanje izostazija zemljanih kora i zemljinog plašta, fenomena koji je ovdje prvi put i zabilježen. Zbog toga je 2000. godine upisana na UNESCO-ov popis mjesta svjetske baštine u Europi.
Otočje je veće uz finsku obalu, a većina malenih otoka koji ga čine nenaseljeni su. Na švedskoj strani on pokriva manje područje, t.zv. otočje Holmöarna (švedski: Holmöarkipelagen) po najvećem otoku Holmönu, i otoci imaju mnogo strmije obale. Otočje Kvarken imalo je i povijesnu važnost jer je služilo kao poštanska ruta zimi kada bi ga led okovao od švedske do finske obale. Ova poštanska ruta je bila jako važna za vrijeme švedske dominacije Finskom.
Nasred otočja, na otoku Valsörarni (fin. Valassaaret), nalazi se 36 metara visok svjetionik koji je dizajnirao Henry LePaute, suradnik slavnog Gustavea Eiffela. Svjetionik iz 1885. godine ima neobičnu strukturnu sličnost s Eiffelovim tornjem koji je izgrađen četiri kodine kasnije. Svjetionik je danas automatiziran poput većine svetionika u Finskoj.
Danas je u tijeku rasprava o gradnji mosta preko otoka u tjesnacu Kvarkena od tri dijela duljine oko 40 km. Raspravu su potaknuli gradovi na suprotnim obalama tjesnaca, Umeå i Vaasa. No, i švedska i finska vlada ističu veliku cijenu takvog poduhvata (oko 1.5 do 2 milijarde eura), ali i veliku opasnost od ugrožavanje prirodnog okoliša.

## Vanjske poveznice
|  | Zajednički poslužitelj ima još gradiva o temi Kvarken (otočje) |